# I Margini e il Dettato
As Margens e o Ditado: Sobre os prazeres de ler e escrever (I Margini e  il Dettato, no original em italiano) é um livro de ensaios publicado em 2021 pela escritora italiana Elena Ferrante .
O livro foi baseado em uma série de palestras apresentadas pela primeira vez na Série de Palestras Umberto Eco na Universidade de Bolonha, de 17 a 19 de novembro de 2011. O texto foi lido pela atriz italiana Manuela Mandracchia.

## Ensaios
O livro é composto por quatro ensaios, três dos quais foram apresentados na Universidade de Bolonha, e um escrito separadamente.

### “A pena e a pena”
O primeiro ensaio relaciona-se entre duas formas de escrita, uma precisa e disciplinada, e outra mais convulsiva. O primeiro é o estilo prescrito por professores e editores, que exige que fiquemos dentro das margens estabelecidas do que constitui uma expressão correta e bela, enquanto o segundo é uma expressão livre.
As margens entre elas tornam-se uma metáfora para a tensão da sua escrita entre a precisão “cuidadosa” e um instinto mais “indisciplinado”, onde as palavras “explodem” e transbordam, como ela diz, valendo-se de imagens vulcânicas. Ferrante usa exemplos tirados de Virginia Woolf e Samuel Beckett para retratar como escrever é manter esses dois impulsos em equilíbrio.
Segundo Ferrante, as escritoras lutam para escrever da segunda maneira, porque se disciplinam para escrever como os homens. A própria Ferrante caiu na armadilha de acreditar que escrever bem significava escrever de maneira masculina, até que começou a ler obras de mulheres como Gaspara Stampa e Gertrude Stein .

### “Água-marinha”
O segundo ensaio aborda as questões do realismo, questionando se é possível descrever as coisas como elas realmente são. Um anel de água-marinha, que pertenceu à mãe da autora, é usado para demonstrar seu raciocínio: “a água-marinha era mutável, parte de uma realidade em mudança, um eu em mudança”.
Para dar uma sensação de realismo, Ferrante utiliza as obras da teórica italiana Adriana Cavarero, especialmente seu conceito de “outra necessária”. Nas obras de Cavarero, o impulso de escrever vem de uma mulher contando a outra sua história, a fim de ouvi-la ser contada de volta para ela. É esse caráter relacional que dá aos romances de Ferrante o diálogo que a crítica Tiziana de Rogatis definiu como “polifônico”.

### “Histórias, eu”
Ferrante também cita o clássico A Vida e as Opiniões de Tristram Shandy, Cavalheiro, de Laurence Sterne . Neste livro, o conceito de escrita como uma “conversação” é subvertido pelo relato egoísta, digressivo e em primeira pessoa do narrador sobre sua vida e sua representação de opiniões como contando mais do que fatos objetivos. No entanto, como os críticos apontaram, "a identidade que emerge desse diálogo com um 'outro necessário' - o leitor de Sterne, que é abordado diretamente em todos os cantos do romance - é evasivo e dominador. Enquanto o narrador invoca a necessidade de reciprocidade, o leitor acaba ficando preso em um tempo narrativo pautado por divagações e procrastinação." Ela se opõe a isso A autobriografia de Alice B. Toklas de Gertrude Stein, que, apesar do nome, foi escrita pela própria Stein. Uma pessoa real, que também datilografava o livro conforme ditado por Stein, torna-se assim a "outra necessária".
Ferrante escreve sobre como as mulheres foram apagadas da cultura, afirmando que os escritores se sentem obrigados a ler os escritores que fazem parte do cânone, que são majoritariamente homens, enquanto em muitas culturas os homens não leram autoras clássicas como Elsa Morante, Natalia Ginzburg, Anna Maria Ortese, Jane Austen, as irmãs Brontë, ou Virgínia Woolf . Ela incentiva as mulheres a identificar outras escritoras para formar sua História, usando a poesia de Emily Dickinson para enquadrar a ideia. Ela afirma que reproduzir isso é importante não apenas no nível cultural, mas também no político.

### “A Costela de Dante”
O ensaio final, elaborado para outro seminário em Florença, é uma apreciação de Dante Alighieri, e, mais especificamente, de sua musa, Beatrice Portinari. Isso continua o tema da literatura como conversa. Segundo Ferrante, Beatrice é a invenção sublime de Dante como progenitora de uma nova hierarquia de mulheres dotadas de “intelletto ”, capazes de compreender o elogio do poeta e não apenas objetos silenciosos a serem admirados. De fato, na Comédia, Dante permite que Beatrice “saia de sua mudez” e fale “como um homem e talvez melhor”.

## Recepção
O livro foi bem recebido pela crítica, visto amplamente como um passeio dentro da mente do escritor.
Como Molly Young escreve para o The New York Times, o livro é "uma monografia filosófica sobre a natureza da escrita" e também "um manual prático".